# Tontowi Ahmad
Tantowi Ahmad (født 18. juli 1987) er en indonesisk badmintonspiller. Han repræsenterede sit land under Sommer-OL 2012 i London, hvor han sluttede som fjerde i mixed double.
Han vandt olympisk guld i mixed double med Lilyana Natsir ved Sommer-OL 2016 i Rio de Janeiro.